# Donji Brčeli
Donji Brčeli este un sat din comuna Bar, Muntenegru. Conform datelor de la recensământul din 2003, localitatea are 37 de locuitori (la recensământul din 1991 erau 33 de locuitori).

## Demografie
În satul Donji Brčeli locuiesc 30 de persoane adulte, iar vârsta medie a populației este de 45,4 de ani (46,1 la bărbați și 44,9 la femei). În localitate sunt 16 gospodării, iar numărul mediu de membri în gospodărie este de 2,31.
|  |

| Demografie | Demografie | Demografie |
| An         | Locuitori  | Locuitori  |
| ---------- | ---------- | ---------- |
|            |            |            |
|            |            |            |
|            |            |            |
|            |            |            |
| 1948       | 138        |            |
| 1953       | 117        |            |
| 1961       | 84         |            |
| 1971       | 56         |            |
| 1981       | 46         |            |
| 1991       | 33         | 32         |
| 2003       | 37         | 37         |

| \| Componența etnică conform recensământului din 2003[2] \| Componența etnică conform recensământului din 2003[2] \| Componența etnică conform recensământului din 2003[2] \| Componența etnică conform recensământului din 2003[2] \| Componența etnică conform recensământului din 2003[2] \| \| ----------------------------------------------------- \| ----------------------------------------------------- \| ----------------------------------------------------- \| ----------------------------------------------------- \| ----------------------------------------------------- \| \| \| \| \| \| \| \| Muntenegreni \| Muntenegreni \| \| 32 \| 86,48% \| \| Sârbi \| Sârbi \| \| 4 \| 10,81% \| \| necunoscută \| necunoscută \| \| 0 \| 0% \| |              |  |    |        |
| Componența etnică conform recensământului din 2003 |              |  |    |        |
| |              |  |    |        |
| Muntenegreni | Muntenegreni |  | 32 | 86,48% |
| Sârbi | Sârbi        |  | 4  | 10,81% |
| necunoscută | necunoscută  |  | 0  | 0%     |